# Antoine Walker
Pour les articles homonymes, voir Walker.
Antoine Walker, né le 12 août 1976 à Chicago, dans l'Illinois aux États-Unis, est un joueur américain de basket-ball évoluant au poste d'ailier fort.
Il porte le numéro 24 qu'il portait à Kentucky, son surnom est Toine.

## Biographie
Il a été un élément clé de l'équipe universitaire des Wildcats du Kentucky, menant son équipe au titre NCAA en 1996. Après seulement deux années passées à l'université, il s'inscrit à draft NBA.
Il est sélectionné en 6e position de la draft de 1996 par les Celtics de Boston, franchise où il évolue pendant 7 saisons. Bon rebondeur et inscrivant plus de 20 points par match en moyenne, il est l'une des pierres angulaires de la reconstruction des Celtics. Après une année seulement, il est rejoint à Boston par son mentor, Rick Pitino, ancien coach de l'université de Kentucky. L'arrivée de Paul Pierce en 1998 marque les débuts d'un duo qui sera parmi les plus craints en NBA. Ce n'est pourtant qu'après le départ de Pitino, en 2001, que la paire parvient à mener Boston au succès, atteignant la finale de la Conférence est en 2002.
En 2003, Antoine Walker quitte les Celtics pour les Mavericks de Dallas, neuf jours avant le début de la saison. Du fait de la pléthore de stars au sein de l'équipe, il bénéficie d'un temps de jeu limité et ne convainc pas pleinement. La saison suivante Walker passe chez les Hawks d'Atlanta avant de revenir à la mi-saison chez les Celtics. Il retrouve Paul Pierce et fait également équipe avec Gary Payton pour mener les Celtics en play-offs. L'équipe est éliminée au premier tour par les Pacers de l'Indiana et le contrat d'Antoine Walker n'est pas renouvelé. Il change donc une nouvelle fois de franchise en signant pour le Heat de Miami, franchise avec laquelle il devient champion NBA en 2006. Le 30 octobre 2007, Un vaste échange entre Miami et Minnesota entraîne ainsi le départ du Heat d'Antoine Walker, 31 ans, l'équipe floridienne récupérant en échange Ricky Davis. Pat Riley, l’entraîneur de Miami, en avait assez de Walker revenant à chaque début de saison avec 10 kilos en trop et pas toujours motivé[réf. nécessaire].

## Critiques
Tout au long de sa carrière, Antoine Walker a été vivement critiqué concernant ses choix de tirs. Il est un adepte des tirs à trois points, un héritage de ses années sous les ordres de Rick Pitino et Jim O'Brien, tous deux partisans d'une attaque reposant sur un fort pourcentage de réussite aux tirs primés. En 2000-2001 et en 2001-2002, il est le joueur ayant tenté le plus de tirs à trois points en NBA.
L'ancienne gloire des Celtics, Danny Ainge a vivement critiqué Antoine Walker lors d'un match qu'il commentait à la télévision, expliquant qu'il ne voudrait pas d'un tel joueur dans son équipe. Ainsi, lorsqu'il a été nommé manager général des Celtics de Boston en 2003, il a immédiatement transféré Walker à Dallas. Néanmoins, un an et demi plus tard, il a fait revenir Antoine Walker à Boston pour garantir une place en play-offs.
Antoine Walker se « vend » comme un shooteur mais ses stats en carrière en témoigne autrement avec 17 shoots tentés par match et seulement 7 marqués avec 41 % aux tirs, 32 % à trois points et 63 % aux lancers-francs.
Antoine Walker était également connu au début de sa carrière pour une danse surnommée The Shimmy qui consistait à rouler des épaules après avoir réalisé une action difficile.

## Palmarès
- Champion NBA : 2006

## Records en NBA

### Sur une rencontre
Les records personnels d'Antoine Walker en NBA sont les suivants, :
| Record de la franchise |

| Type de statistique        | Saison régulière | Saison régulière         | Saison régulière | Playoffs | Playoffs                | Playoffs      |
| Type de statistique        | Record           | Adversaire               | Date             | Record   | Adversaire              | Date          |
| -------------------------- | ---------------- | ------------------------ | ---------------- | -------- | ----------------------- | ------------- |
| Points                     | 49               | @ Wizards de Washington  | 7 janvier 1998   | 30       | 2 fois                  | 2 fois        |
| Paniers marqués            | 21               | @ Wizards de Washington  | 7 janvier 1998   | 11       | 3 fois                  | 3 fois        |
| Paniers tentés             | 36               | @ Wizards de Washington  | 7 janvier 1998   | 32       | @ Nets du New Jersey    | 21 mai 2002   |
| Paniers à 3 points réussis | 9                | 2 fois                   | 2 fois           | 7        | @ 76ers de Philadelphie | 28 avril 2002 |
| Paniers à 3 points tentés  | 17               | @ Knicks de New York     | 11 décembre 2001 | 13       | @ 76ers de Philadelphie | 28 avril 2002 |
| Lancers francs réussis     | 16               | Cavaliers de Cleveland   | 3 janvier 2000   | 9        | Pistons de Détroit      | 12 mai 2002   |
| Lancers francs tentés      | 18               | Cavaliers de Cleveland   | 3 janvier 2000   | 13       | Bulls de Chicago        | 2 mai 2006    |
| Rebonds offensifs          | 10               | Grizzlies de Vancouver   | 2 février 1997   | 7        | @ Kings de Sacramento   | 18 avril 2004 |
| Rebonds défensifs          | 18               | Magic d'Orlando          | 21 mars 1997     | 12       | @ Pistons de Détroit    | 14 mai 2002   |
| Rebonds totaux             | 21               | Magic d'Orlando          | 21 mars 1997     | 15       | Nets du New Jersey      | 9 mai 2003    |
| Passes décisives           | 14               | 2 fois                   | 2 fois           | 7        | Nets du New Jersey      | 12 mai 2003   |
| Interceptions              | 6                | @ Grizzlies de Vancouver | 13 février 2001  | 5        | Nets du New Jersey      | 12 mai 2003   |
| Contres                    | 4                | 6 fois                   | 6 fois           | 2        | 5 fois                  | 5 fois        |
| Balles perdues             | 9                | 5 fois                   | 5 fois           | 8        | @ Pacers de l'Indiana   | 5 mai 2005    |
| Minutes jouées             | 54               | Hawks d'Atlanta          | 22 novembre 2002 | 50       | 2 fois                  | 2 fois        |

- Double-double : 278 (dont 11 en playoffs)
- Triple-double : 15

### En carrière
- 11 tirs à trois points tentés sans en réussir un seul dans un match NBA le 17 décembre 2001 contre les Philadelphia Sixers. Il s'agit malheureusement pour lui d'un record négatif.